# Кубок Ірландії з футболу 1999—2000
Кубок Ірландії з футболу 1999—2000 — 79-й розіграш кубкового футбольного турніру в Ірландії. Переможцем всьоме став Шелбурн.

## Календар
| Раунд        | Дата                                             | Матчі | Клуби   |
| ------------ | ------------------------------------------------ | ----- | ------- |
| Перший раунд | 28 листопада - 5 грудня 1999                     | 10    | 42 → 32 |
| 1/16 фіналу  | 7-18 січня 2000, 11-23 січня 2000 (перегравання) | 16+7  | 32 → 16 |
| 1/8 фіналу   | 4-6 лютого 2000, 8-13 лютого 2000 (перегравання) | 8+4   | 16 → 8  |
| 1/4 фіналу   | 3-4 березня 2000, 7 березня 2000 (перегравання)  | 4+1   | 8 → 4   |
| 1/2 фіналу   | 31 березня - 2 квітня 2000                       | 2     | 4 → 2   |
| Фінал        | 30 квітня 2000, 5 травня 2000 (перегравання)     | 1+1   | 2 → 1   |

## 1/16 фіналу
| Команда 1             | Рахунок | Команда 2              |
| --------------------- | ------- | ---------------------- |
| 7 січня 2000          |         |                        |
| Атлон Таун (2)        | 4:1     | Лімерик (2)            |
| Дроеда Юнайтед        | 0:1     | Бангор Селтік (3)      |
| Голвей Юнайтед        | 1:1     | Сент-Патрікс Атлетік   |
| Сент-Френсіс (2)      | 0:1     | Шелбурн                |
| 8 січня 2000          |         |                        |
| Деррі Сіті            | 1:1     | Брей Вондерерз (2)     |
| Кілкенні Сіті (2)     | 1:1     | Дандолк (2)            |
| Лонгфорд Таун (2)     | 2:2     | Вотерфорд Юнайтед      |
| Слайго Роверз         | 0:1     | Блубелл Юнайтед (3)    |
| 9 січня 2000          |         |                        |
| Клонмель Таун (3)     | 1:1     | Рокмаунт (3)           |
| Ков Рамблерс (2)      | 0:1     | Богеміан               |
| Фейрв'ю Рейнджерс (3) | 0:0     | Колледж Корінтіанс (3) |
| Монахан Юнайтед (2)   | 0:1     | УКД                    |
| Сент-Мочтас (3)       | 3:1     | Евергрін (3)           |
| Шемрок Роверс         | 1:1     | Корк Сіті              |
| Свіллі Роверз (3)     | 5:0     | Парквілья (3)          |
| 18 січня 2000         |         |                        |
| Фінн Гарпс            | 2:0     | Хоум Фарм (Фінгал) (2) |

Перегравання
| Команда 1              | Рахунок      | Команда 2             |
| ---------------------- | ------------ | --------------------- |
| 11 січня 2000          |              |                       |
| Сент-Патрікс Атлетік   | 2:3 дч       | Голвей Юнайтед        |
| Вотерфорд Юнайтед      | 0:1          | Лонгфорд Таун (2)     |
| 12 січня 2000          |              |                       |
| Корк Сіті              | 3:1          | Шемрок Роверс         |
| Дандолк (2)            | 1:1 пен. 2:3 | Кілкенні Сіті (2)     |
| 19 січня 2000          |              |                       |
| Брей Вондерерз (2)     | 2:1          | Деррі Сіті            |
| 23 січня 2000          |              |                       |
| Колледж Корінтіанс (3) | 1:3 дч       | Фейрв'ю Рейнджерс (3) |
| Рокмаунт (3)           | 1:3          | Клонмель Таун (3)     |

## 1/8 фіналу
| Команда 1             | Рахунок | Команда 2           |
| --------------------- | ------- | ------------------- |
| 4 лютого 2000         |         |                     |
| Богеміан              | 3:3     | УКД                 |
| Атлон Таун (2)        | 0:0     | Голвей Юнайтед      |
| 5 лютого 2000         |         |                     |
| Лонгфорд Таун (2)     | 2:2     | Фінн Гарпс          |
| Бангор Селтік (3)     | 2:3     | Шелбурн             |
| 6 лютого 2000         |         |                     |
| Клонмель Таун (3)     | 1:1     | Блубелл Юнайтед (3) |
| Фейрв'ю Рейнджерс (3) | 0:2     | Брей Вондерерз (2)  |
| Корк Сіті             | 0:2     | Кілкенні Сіті (2)   |
| Свіллі Роверз (3)     | 1:2     | Сент-Мочтас (3)     |

Перегравання
| Команда 1           | Рахунок      | Команда 2         |
| ------------------- | ------------ | ----------------- |
| 8 лютого 2000       |              |                   |
| Фінн Гарпс          | 7:1          | Лонгфорд Таун (2) |
| Голвей Юнайтед      | 1:1 пен. 4:2 | Атлон Таун (2)    |
| УКД                 | 0:3          | Богеміан          |
| 13 лютого 2000      |              |                   |
| Блубелл Юнайтед (3) | 2:0          | Клонмель Таун (3) |

## 1/4 фіналу
| Команда 1           | Рахунок | Команда 2          |
| ------------------- | ------- | ------------------ |
| 3 березня 2000      |         |                    |
| Богеміан            | 2:0     | Сент-Мочтас (3)    |
| 4 березня 2000      |         |                    |
| Фінн Гарпс          | 1:3     | Голвей Юнайтед     |
| Блубелл Юнайтед (3) | 0:0     | Шелбурн            |
| Кілкенні Сіті (2)   | 0:2     | Брей Вондерерз (2) |

Перегравання
| Команда 1      | Рахунок | Команда 2           |
| -------------- | ------- | ------------------- |
| 7 березня 2000 |         |                     |
| Шелбурн        | 2:1     | Блубелл Юнайтед (3) |

## 1/2 фіналу
| Команда 1       | Рахунок | Команда 2          |
| --------------- | ------- | ------------------ |
| 31 березня 2000 |         |                    |
| Голвей Юнайтед  | 0:2     | Шелбурн            |
| 2 квітня 2000   |         |                    |
| Богеміан        | 2:1     | Брей Вондерерз (2) |

## Фінал
| 30 квітня 2000 |

| Богеміан | 0:0 | Шелбурн |
| -------- | --- | ------- |
|          |     |         |

| Толка Парк, Дублін Глядачів: 9 000 |

Перегравання
| 5 травня 2000 |

| Богеміан | 0:1 | Шелбурн    |
| -------- | --- | ---------- |
|          |     | Фенлон 65' |

| Далімаунт Парк, Дублін Глядачів: 9 000 |